# Riccardo il Maresciallo, III conte di Pembroke
Riccardo Maresciallo, III conte di Pembroke (1191 – 16 aprile 1234), era fratello di Guglielmo il Maresciallo, II conte di Pembroke, a cui succedette nel titolo. Entrambi erano figli del leggendario Guglielmo il Maresciallo e di Isabella di Clare.

## Biografia
Riccardo si mise in evidenza come leader del partito dei baroni e antagonista degli amici stranieri di Enrico III d'Inghilterra, in particolare di Peter de Rivaux.
Temendone l'inganno, rifiutò di incontrare Enrico III a Gloucester, nell'agosto  1233, per questo fu dichiarato, dal re, traditore. Seguirono delle ostilità e Riccardo si alleò con Llywelyn il Grande. Passò in Irlanda dove Peter des Roches aveva istigato i suoi nemici ad attaccarlo e nell'aprile 1234 fu sopraffatto e ferito: morì in prigione.
Gli succedette il fratello, Gilbert Marshal, IV conte di Pembroke.